# متین اوزون
متین اوزون (متولد ۲۶ ژوئیه ۱۹۷۳، ترابزون، ترکیه)، بازیکن و مربی سابق فوتبال ترکیه که در پست هافبک دفاعی بازی می‌کرد و با نام مستعار کوچوک متین شناخته می‌شد.

## حرفه فوتبال
اوزون فوتبال حرفه ای خود را در بشیکتاش آغاز کرد. در ۵ سالی که با بشیکتاش قرارداد داشت، ۲۵ بازی انجام داد که ۲۲ بازی آن لیگ و ۳ بازی جام حذفی بود. او در دقیقه ۷۲ بازی دربی مقابل گالاتاسرای در ورزشگاه علی سامی ین در دقیقه ۷۲ تک گل خود را برای بشیکتاش به ثمر رساند که نتیجه آن تساوی ۱–۱ بود و بشیکتاش با یک امتیاز بازی خارج از خانه را ترک کرد.در فصل‌هایی که در بشیکتاش بازی کرد، در تیمی حضور داشت که یک قهرمانی در سوپرلیگ و یک جام حذفی ترکیه کسب کرد.

## زندگی شخصی
اوزون متأهل است و دو دختر به نام‌های سلین و سوگی دارد که بسکتبال حرفه ای بازی می‌کنند.